# Charles Cros
Pour l’article homonyme, voir Charles Cros, le footballeur français.
Charles Cros (prononcé /kʁɔs/), né le 1er octobre 1842 à Fabrezan (Aude) et mort le 9 août 1888 dans le 6e arrondissement de Paris, est un poète et inventeur français.

## Biographie

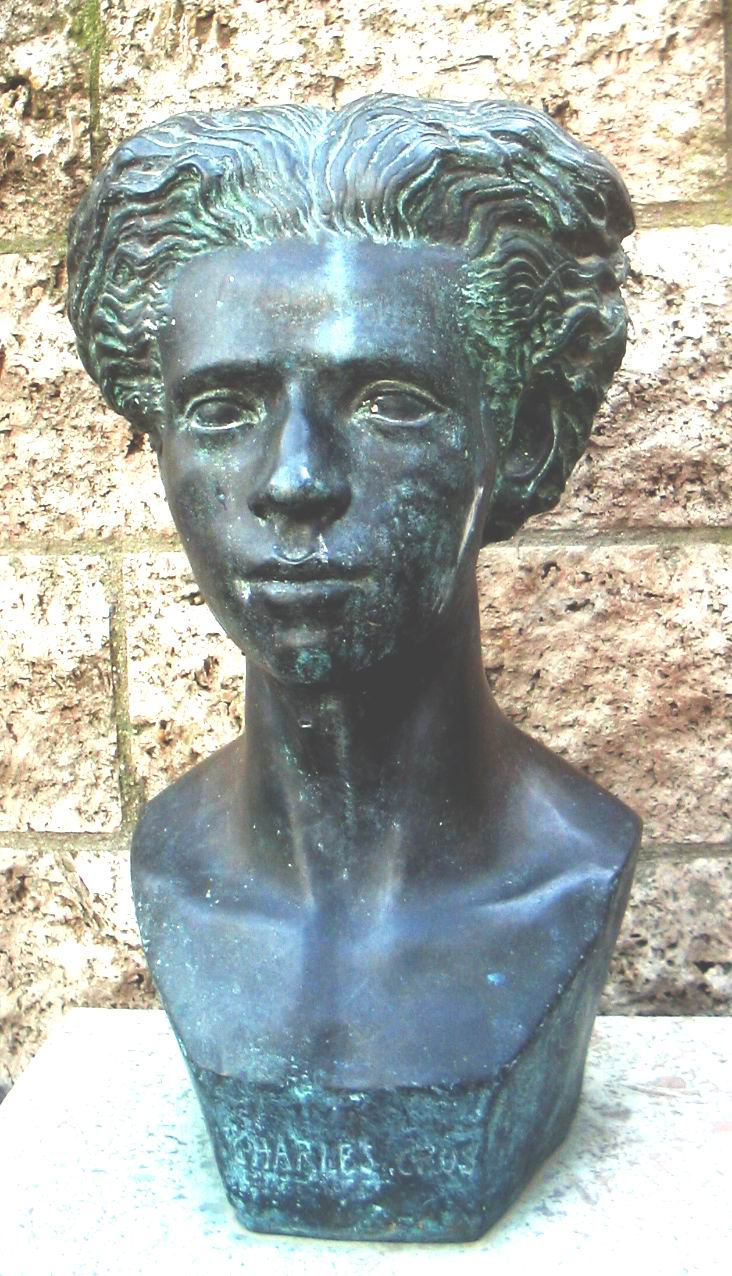
Henry Cros, Buste de Charles Cros (modelé en 1860, bronze de fonte moderne), Fabrezan.

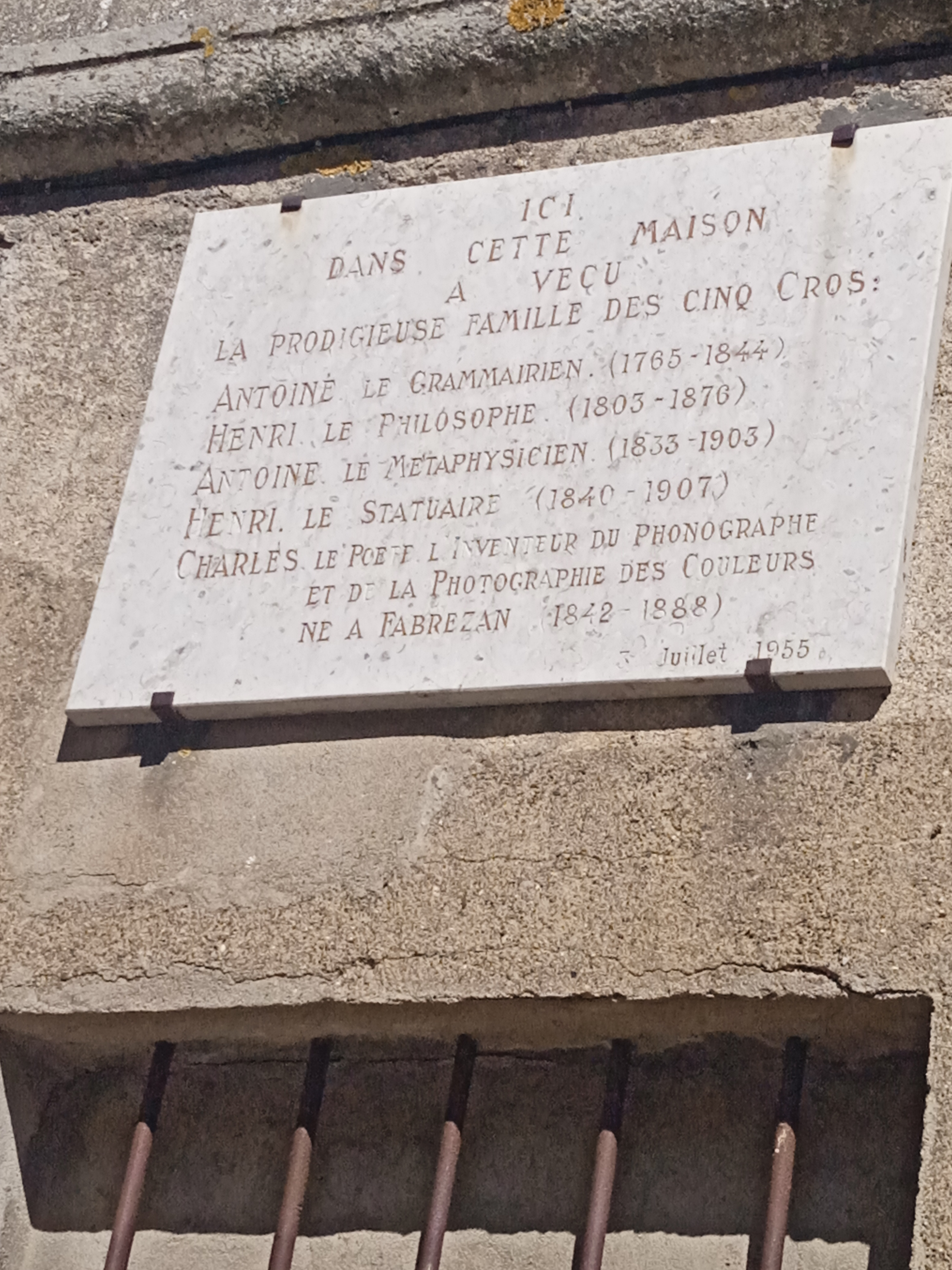
Plaque commémorative sur la maison des cinq Cros à Lagrasse.

Originaire d'une famille de Lagrasse (Aude), Charles Cros est le frère cadet d'Antoine Cros (1833-1903), médecin, et d'Henry Cros (1840-1907), peintre et verrier : ils participèrent tous les trois aux dîners des Vilains Bonshommes et aux réunions du Cercle des poètes zutiques entre 1869 et 1872. Il servit la Commune de Paris en 1871, comme aide-major au 249e bataillon. Il est le père du poète Guy-Charles Cros (1879-1956).

### Le scientifique
Passionné de littérature et de sciences, Charles Cros est pendant un temps, de 1860 à 1863, professeur de chimie à l'Institut parisien des sourds-muets, avant de se consacrer à la recherche scientifique.
En 1867, il présente à l'Exposition universelle de 1867 un prototype de télégraphe automatique à la suite de ses travaux portant sur l'amélioration de la technologie de ce système de télécommunication.
En 1869, il présente à la Société française de photographie un procédé de photographie en couleurs qui est à l'origine du procédé actuel de trichromie, et dont il partage la paternité avec Louis Ducos du Hauron.

#### Le paléophone, ou l'idée du phonographe

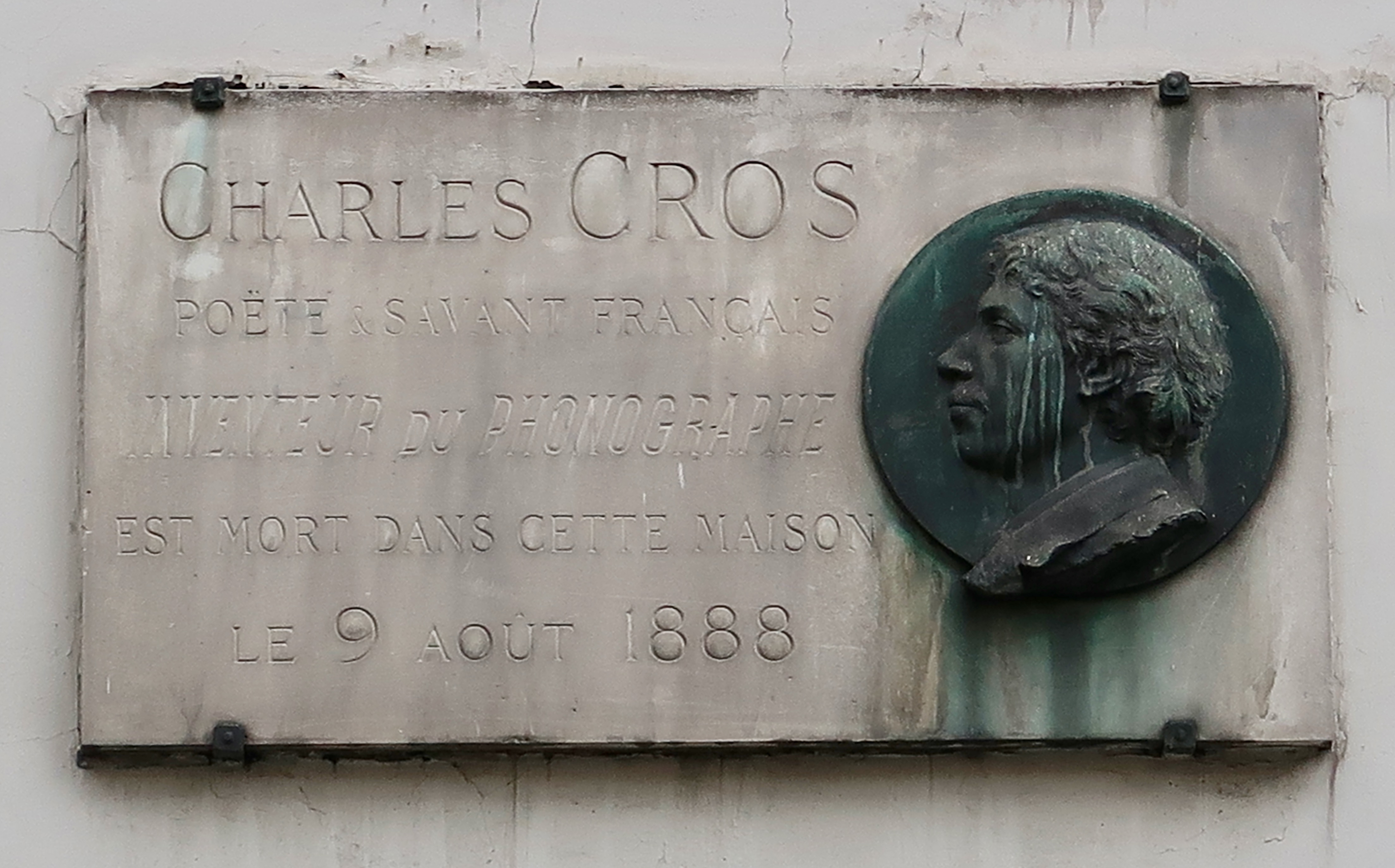
Plaque au 5 rue de Tournon (6e arrondissement de Paris), où il meurt.

Le 30 avril 1877, il adresse à l'Académie des sciences un mémoire décrivant le principe d'un appareil de reproduction des sons, qu'il nomme « paléophone ». Son document suggère que les vibrations sonores peuvent être gravées dans du métal à l'aide d'un crayon rattaché à une membrane vibrante, et que, par la suite, en faisant glisser un stylet rattaché à une membrane sur cette gravure on parviendrait à reproduire le son initial. Avant que Charles Cros n'eût la possibilité de suivre son idée, voire de construire un prototype, Thomas Edison, aux États-Unis, mettait au point le premier phonographe. Cependant, dans un de ses textes à la mémoire de son ami publié dans Le Chat noir, l'écrivain Alphonse Allais prétend avoir vu et entendu les sons restitués par un phonographe construit par Charles Cros bien avant le modèle d'Edison. On pense généralement que les deux hommes ne connaissaient pas leurs travaux respectifs.
En hommage à ses travaux, en 1947 son nom est retenu pour désigner l'Académie Charles-Cros, fondée par des critiques et des spécialistes du disque attribuant chaque année des distinctions très remarquées, les grands prix du disque de l'Académie Charles-Cros.
Dans les années 1980, la Bibliothèque nationale de France (BnF) a choisi à son tour le nom de Charles Cros pour désigner sa collection d'appareils de lecture et d'enregistrement, consultable aujourd'hui au département de l'Audiovisuel du site Tolbiac.
Un musée lui est consacré à Fabrezan.
L'Administration postale française a émis un timbre à son effigie en 1977.

### Le poète
Il publie ses premiers poèmes dans le Parnasse contemporain et fréquente les cercles et cafés littéraires de la bohème de l'époque (le Cercle des poètes Zutistes — qu'il a créé —, les Vilains Bonshommes, les Hydropathes), ainsi que le salon de Nina de Villard qui sera sa maîtresse jusqu'en 1877. Mais il est davantage connu pour ses monologues, dont le plus connu est Le Hareng saur, qu'il récite lui-même dans des cabarets parisiens comme Le Chat noir.
L’Académie française lui décerne le prix Mme Marie-Joséphine-Juglar en 1879 pour l'ensemble de son œuvre.
Son œuvre de poète, brillant — il sera plus tard l'une des sources d'inspiration du surréalisme — est cependant ignoré à son époque. Il le résume amèrement dans ce poème caractéristique :
     Je sais faire des vers perpétuels. Les hommes

     Sont ravis à ma voix qui dit la vérité.

     La suprême raison dont j'ai, fier, hérité

     Ne se payerait pas avec toutes les sommes.

 

     J'ai tout touché : le feu, les femmes, et les pommes ;

     J'ai tout senti : l'hiver, le printemps et l’été ;

     J'ai tout trouvé, nul mur ne m'ayant arrêté.

     Mais Chance, dis-moi donc de quel nom tu te nommes ?

 

     Je me distrais à voir à travers les carreaux

     Des boutiques, les gants, les truffes et les chèques

     Où le bonheur est un suivi de six zéros.

 

     Je m'étonne, valant bien les rois, les évêques,

     Les colonels et les receveurs généraux

     De n'avoir pas de l’eau, du soleil, des pastèques.

## Œuvres
- Plainte, 1873.

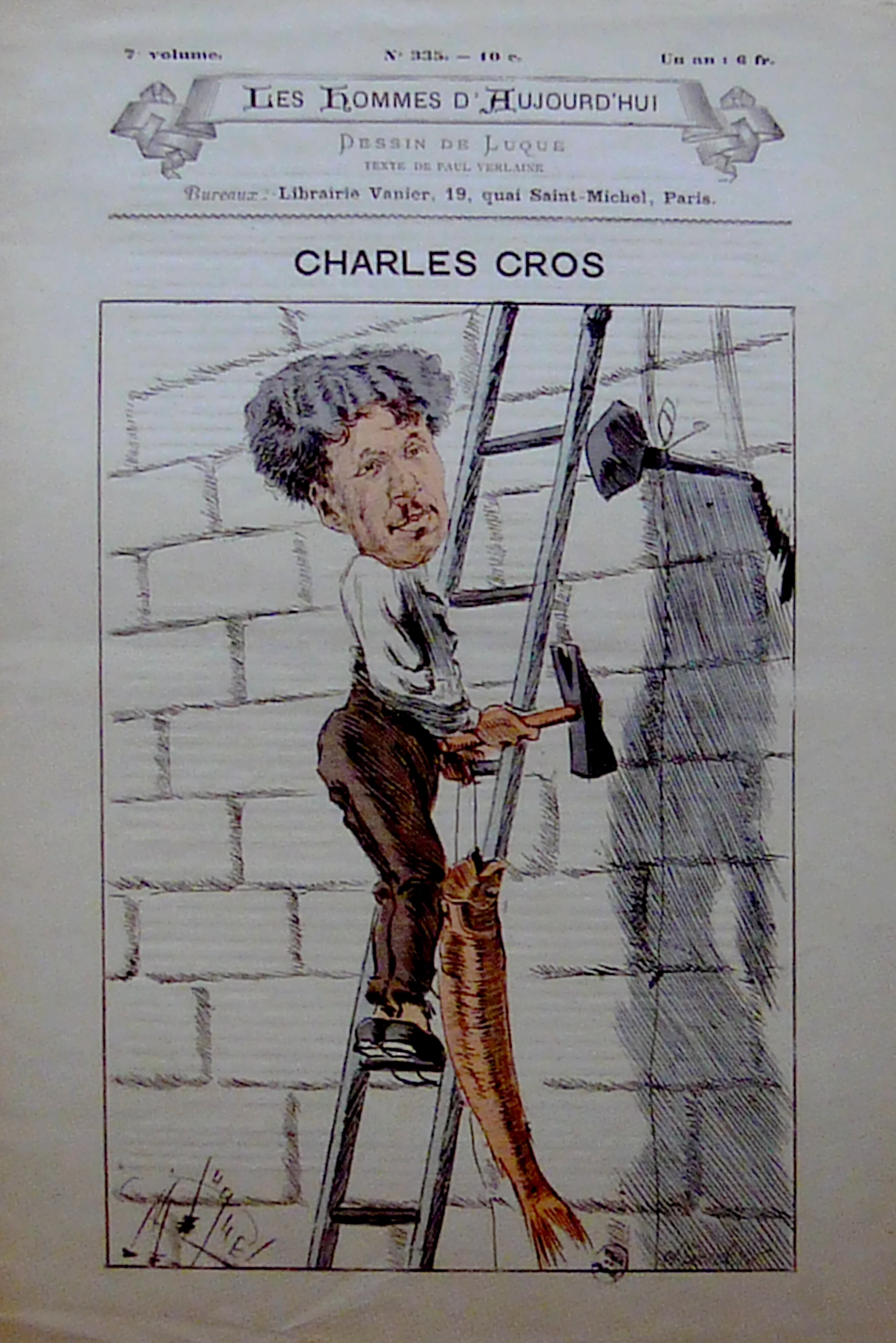
Charles Cros caricaturé par Manuel Luque pour Les Hommes d'aujourd'hui, no 335, octobre 1888.

- Le Coffret de santal, 1873, augmenté en 1879.
- Le Fleuve, 1874.
- La Vision du grand canal royal des deux mers, 1888.
- Le Collier de griffes, posthume, 1908.
- Charles Cros - Tristan Corbière, Œuvres complètes, édition de Pierre-Olivier Walzer et Louis Forestier, Gallimard, Bibliothèque de la Pléiade, 1970.
- Le Coffret de santal, avec une préface d'Hubert Juin, Gallimard « collection Poésie », 1972.
- Le Coffret de santal - Le Collier de griffes, édition de Louis Forestier, Garnier-Flammarion « GF », 1979.
- Inédits et documents, recueillis par Pierre E. Richard, éditions Jacques Brémond, 1992.
- Vers inédits, recueillis par Pierre E. Richard, éditions l'Autre Tigre, Nîmes, 1992.
- Derniers textes savants retrouvés, recueillis par Pierre E. Richard, chez l'auteur à Nîmes, 1999.
- Œuvres complètes, Éditions du Sandre, 2010.
- Monologues, Éditions Marguerite Waknine, 2013.
- « Un Drame interastral » (1872). Réédité dans l'anthologie La Tête dans les étoiles…, Bibliogs, 2017.

## Poèmes mis en musique
- L'Orgue, musique de Gabriel Fabre, 1893, partition illustrée par Paul Signac (seconde édition vers 1900, illustration de Charles Léandre).
- La Chanson perpétuelle, op.37 d'Ernest Chausson, composée en 1898 pour chant, quatuor à cordes et piano — dernière partition achevée de Chausson.
- L'Archet, de Claude Debussy (1881)
- L'Orgue, mis en musique par Louis Loréal, harmonisé par Larrieu, interprété par Damia et par Jean Michel Piton in Le Geste d'amour, 1981.
- Belle, belle, belle (Paroles d’un miroir à une belle dame), mis en musique par Robert Caby, interprété par Jacques Douai.
- Moi je vis la vie à côté mis en musique et interprété par Julos Beaucarne.
- Sidonie (Triolets fantaisistes du Coffret de santal), interprété par Brigitte Bardot, mis en musique par Jean-Max Rivière et Yánnis Spanós pour le film Vie privée de Louis Malle en 1962, super 45 tours, EP, Barclay 70.436 paru le 8 février 1962.
- Berceuse (« Endormons-nous, petit chat noir… », du Coffret de santal), interprété par Juliette Gréco, mis en musique par Yánnis Spanós pour l’album Complainte amoureuse, 33 tours, LP, Philips 849.457 BY paru en octobre 1969.
- Le Hareng saur, Romance, Soir, Aux imbéciles, Sonnet astronomique, Vocation, Le but…, interprété par Jean-Marc Versini, 17 poèmes mis en musique par Jean-Marc Versini pour l’album Charles Cros chanté, CD, LP, Marmottes Productions MAR 445591 paru en 2006.

## Pour approfondir